# Данчев, Владимир
Владимир Да́нчев (род. 1948, Ташкент) — радиоведущий, диссидент, в 1980-х годах диктор советского иновещания. Известен тем, что в своих передачах на английском языке 18—23 мая 1983 года назвал советские войска в Афганистане «советскими оккупантами». Действия Данчева некоторое время оставались незамеченными советскими властями; КГБ СССР обратил внимание на Данчева лишь после сообщения Би-би-си. Данчев был уволен с работы и помещён в психиатрическую больницу в Ташкенте. Был признан «узником совести». После инцидента с Данчевым прямые эфиры на советском радио были отменены, все трансляции шли в записи.

## Биография
Родился в 1948 году[уточнить] в русско-болгарской семье в городе Ташкенте.
Вступил в КПСС.
Был принят на работу в английскую редакцию иновещания советского радио, Всемирная служба Московского радио (англ. Radio Moscow World Service, ныне — «Голос России»).
Во второй половине 1970-х гг. был направлен в командировку в МНР на работу в Монгольском радио. Жил вместе с семьёй в неотапливаемой квартире в Улан-Баторе. По воспоминаниям работавших в Монголии западных журналистов, тогда Данчев ещё не сомневался в советском строе.

### Протест
Работа Данчева заключалась в чтении в эфир заранее подготовленных текстов на английском языке. Тексты представляли собой стандартные клише советской пропаганды. После ввода советских войск в Афганистан у Данчева появился внутренний протест против содержания пропагандистских текстов, но высказать его вслух он не решался. Однажды Данчев заметил опечатку в очередном пропагандистском тексте, которая меняла смысл на противоположный. Пользуясь этим случаем для выражения своего личного отношения к событиям в Афганистане, Данчев передал в эфир текст с опечаткой. В интервью еженедельнику «Собеседник» Данчев сказал:

Первый раз в сводке новостей просто была допущена опечатка. Смысл фразы полностью искажался из-за появившейся случайно частицы «не». Я подумал: а что если в прямом эфире я эту частицу не уберу? Прочитаю как есть. В крайнем случае можно будет сослаться на опечатку…
— «Я обращаюсь к Вам по вопросу чрезвычайной важности»
Такие «оговорки» Данчев стал позволять себе раз в две-три недели. На Западе это либо не замечалось, либо воспринималось как дикторская ошибка.

### Эфиры
Всего Данчев три раза выходил в эфир с фразами антисоветского характера, 18 мая — по ситуации в Афганистане (о созыве Всеафганской джирги и объявлении джихада оккупантам), 20 мая — по ситуации с ограничением ядерного вооружения в Европе, 23 мая — три эфира о войне в Афганистане подряд с периодичностью раз в один час между эфирами (в 13:00, 14:00 и 15:00 по Гринвичу). Би-би-си тогда же в мае опубликовала стенограммы его передач:
| Дата   | Цитата (пер. с англ.) |
| ------ | --- |
| 18 мая | „Вожди афганских племён призвали к борьбе против советских оккупантов“.                                                                             |
| 20 мая | „Советский Союз опять продемонстрировал, что он не готов делать конструктивные решения по ограничению ядерного вооружения в Европе“.                |
| 23 мая | „Сообщения из Кабула говорят, что племена, живущие в восточных провинциях Кандагар и Пактия, присоединились к борьбе против советских захватчиков“. |
| 23 мая | „Население Афганистана играет важную роль в защите национальной территории от советских оккупантов“.                                                |
| 23 мая | |

Госдепартамент США заявил, что эти передачи «могут быть политическим протестом разъярённого и, вероятно, уже безработного советского журналиста против московской оккупации Афганистана».
24 мая Московское радио на специально созванной пресс-конференции назвало произошедший инцидент «личной ошибкой» диктора, без каких-либо комментариев относительно его судьбы.
Как выяснилось, руководство радиостанции следило за передачами невнимательно, и поступок Данчева остался без последствий. Воодушевлённый первым успехом, Данчев стал вставлять в свои передачи слова и выражения, не принятые в советском пропагандистском дискурсе, такие, как: «Население Афганистана играет важную роль в защите территории страны от советских оккупантов», «племена, живущие в провинциях Кандагар и Пактия, присоединились к борьбе против советских захватчиков…», называл моджахедов «защитниками».
Как выяснилось позднее, британская служба радиомониторинга следила за передачами из Москвы намного внимательнее, чем советское руководство.
Необычные передачи Данчева продолжались 18, 20 и 23 мая). У англичан был выбор: сообщить о своем открытии или промолчать. После обсуждения было решено дать новость в эфир. 23 мая 1983 года радиостанция Би-би-си сообщила о необычном московском дикторе. Только тогда на Данчева обратил внимание КГБ: диктор отказался отречься от своего поступка, он был задержан по ст. 190-1 УК РСФСР «Антисоветская агитация и пропаганда», отстранён от работы и отправлен на принудительное психиатрическое лечение в родной Ташкент. Исключён из КПСС.
Французские журналисты были первыми, кто пришёл на помощь Данчеву (сам он был тогда в изоляции в тюремной психбольнице и об этом не знал). Мартине Гозлан, корреспондентка «L'Événement du jeudi» организовала Комитет журналистов за освобождение Владимира Данчева
Ряд руководителей Московского радио получил взыскания за отсутствие надлежащего контроля над передачами на иностранных языках.
Представитель Московского радио, в ответ на вопросы западных журналистов, заявил, что В. Данчев выступал по радио с критическими замечаниями в адрес советской внешней политики потому, что у него в Москве не было квартиры и его оставила жена.

### Дальнейшая судьба
В декабре 1983 года был выпущен из психиатрической лечебницы. По некоторым сведениям, впоследствии он вернулся в редакцию иновещания, где занимался технической работой (возможно, в фонотеке). КГБ распространил по Москве слухи, что Данчев «пошёл на сотрудничество с властями», поэтому отделался таким лёгким наказанием в отличие от академика Сахарова, который за свой протест против ввода войск в Афганистан уехал в бессрочную ссылку в Горький.
После инцидента с Данчевым прямая радиотрансляция на советском радио была окончательно отменена властями, все эфиры стали записываться заранее и прослушиваться цензурой.
В США Данчев получил славу борца с советским режимом, пострадавшего за свободу слова, за проявленный героизм его восславили такие учёные, как Ноам Хомский в своей работе «The Manufacture of Consent» и другие. «Нью-Йорк таймс» вышла с материалом о том, что Данчев восстал против советского «двоемыслия и новояза».
Организация «Международная амнистия» признала Данчева «узником совести».
В честь Данчева Международной федерацией прав человека была учреждена премия для журналистов.